# 荒川定安
荒川 定安（あらかわ さだやす）は、江戸時代初期の旗本。吉良氏の一族で、荒川家を興した。

## 生涯
慶長4年（1599年）、吉良義定の次男として生まれる。
元和5年（1619年）2月、はじめて将軍徳川秀忠に御目見した。元和9年（1623年）1月に書院番士となり、12月に三河において500石を賜った。寛永3年（1626年）に秀忠が上洛した際にはその行列に従軍した。寛永10年（1633年）2月7日に武蔵において200石加増。寛永13年（1636年）9月27日には書院番組頭となり、12月29日には布衣の着用が許された（六位相当になったことを意味する）。
慶安3年（1650年）11月19日に書院番頭に就任し、慶安4年（1651年）8月16日には従五位下山城守に叙任した。11月21日には1000石を加増されて都合1700石を知行した。
明暦2年（1656年）5月26日に死去した。享年58。吉良家菩提寺でもある江戸市谷の万昌院に葬られた。万昌院は荒川家代々の葬地となった。